# Fraude

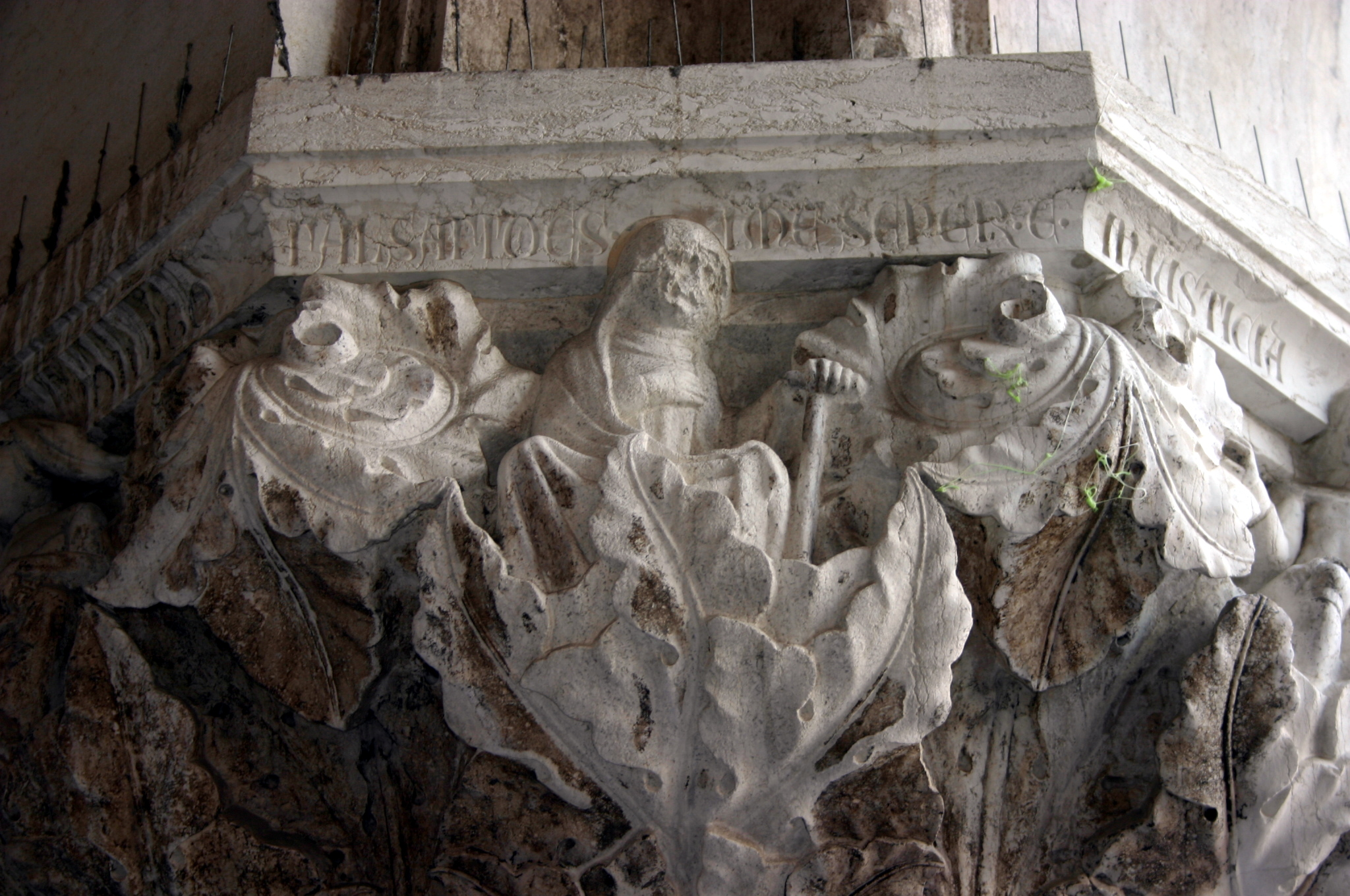
Falsa fides in me semper est (In mij is altijd ontrouw), Dogepaleis in Venetië

Fraude is een vorm van bedrog. Daarbij worden zaken anders voorgesteld dan ze zijn, door op papier of digitaal een onjuiste weergave te geven van de werkelijkheid. Men spreekt ook van oplichting, hoewel oplichting een breder begrip is: het kan ook op andere manieren geschieden.
Als uitkeringsfraude wordt ook beschouwd het verwijtbaar niet doorgeven van wijzigingen van omstandigheden waardoor men recht heeft op een lagere uitkering of waardoor men geen recht meer heeft op de uitkering, bijvoorbeeld (meer) gaan werken, gaan samenwonen, het (meer) gaan werken van de partner, of een erfenis ontvangen.
Het ISMA-model verklaart hoe fraude/de neiging tot regelovertreding ontstaat. De relevante factoren zijn volgens dit model: interne norm, sociale norm, mogelijkheden en afschrikking.
Fraude door organisaties of bedrijven kan opgespoord worden door auditing.

## Herkomst
Volgens het Middelnederlandsch Woordenboek van het Instituut voor Nederlandse Lexicologie is de vroegste vindplaats van het woord een document uit 1293 uit Brugge. Het woord is waarschijnlijk via het Frans in de Nederlandse taal terechtgekomen, en vanuit het Latijn kwam het waarschijnlijk terecht in de Franse taal, daar in het Latijn het woord "fraus" bedrog, schade of misdaad betekent. Fraus was ook de Romeinse naam voor Apate, de godin van de misleiding.

## Kenmerken van fraude
In de Van Dale wordt fraude omschreven als "valsheid, bedrog (in administratie, geldelijk beheer en met betrekking tot de samenstelling van waren)". In het Nederlandse Wetboek van Strafrecht komt de term alleen voor in een artikel over mensenhandel. Veel vormen van fraude vallen onder valsheid in geschrifte. Ook in de Algemene wet inzake rijksbelastingen staan strafbaarstellingen voor belastingfraude.
Kenmerkende elementen die aanwezig moeten zijn om van fraude te spreken zijn:
- het gaat om opzettelijk handelen
- er wordt een misleidende voorstelling van zaken gegeven
- er is het oogmerk economisch voordeel te behalen
- er is een benadeelde
- er is sprake van onrechtmatig of onwettig handelen

Soms wordt gesproken van "misbruik of fraude", aangevend dat deze begrippen niet overeen hoeven te komen, maar zonder ieder apart te behandelen, zodat het onderscheid in de betreffende context niet ter zake doet. Het  gebruik van een persoonlijke OV-chipkaart van een ander kan bijvoorbeeld worden aangemerkt als misbruik, terwijl het zonder opzet geen fraude is.

## Voorbeelden van fraude
- Bij acquisitiefraude worden mensen overgehaald een advertentie te plaatsen tegen een hoog bedrag, terwijl de advertentie later niet geplaatst zal worden.
- Adresfraude is een type fraude waarbij mensen een onjuist adres opgeven om te kunnen profiteren van bijvoorbeeld huurtoeslag, bijstand of studiefinanciering. Daarnaast kan adresfraude worden gepleegd omdat iemand zich onvindbaar wil maken vanwege belasting- of andere schulden, boetes of omdat deze persoon onvindbaar wil zijn voor de politie. Een van de controlemiddelen is huisbezoek.[2][3][4][5]
- Onder belastingfraude (ook wel:belastingontduiking) wordt verstaan: minder of geen belasting betalen door het niet naleven van de fiscale wetgeving. Bij belastingontduiking is er altijd sprake van een wetsovertreding.
- Betalingsfraude is de uitvoering van één of meerdere strafbare activiteiten met betrekking niet geautoriseerde betalingen.
- Bij de "bouwfraude" worden afspraken die in strijd zijn met mededingingsregels verzwegen.
- Bij btw-fraude wordt de inning van btw gedwarsboomd door een zgn. btw-carrousel op te zetten van lege BV's die elkaar leveringen doen (eventueel fictief of altijd dezelfde goederen) waarbij btw niet afgedragen wordt en voorbelasting onterecht teruggevorderd. Het verschil met 'normale' belastingfraude is dat de overheid niet zozeer geld misloopt, maar zelfs rechtstreeks geld afhandig wordt gemaakt (dit lijkt op subsidiefraude).
- Bij CEO-fraude doet men zich voor als de directeur of andere hoge baas in een bedrijf om zo betalingsopdrachten te laten plaatsvinden aan criminelen.
- Bij copyfraud worden auteursrechten geclaimd, terwijl diegene niet de juridische controle heeft over een werk.
- Bij diplomafraude wordt beweerd dat men een titel of diploma heeft terwijl dit niet zo is, of wordt een vals diploma gebruikt. Hieraan verwant is cv-fraude: het vermelden van onwaarheden op het cv Dit alles geschiedt om de eigen onderneming of positie op de arbeidsmarkt te verbeteren.
- Bij domiciliefraude wordt een sociale huurwoning door derden bewoond, of wordt onderdak verschaft aan personen zonder geldige verblijfsvergunning.
- Bij examenfraude spiekt de leerling of student, waardoor zijn leraren geen juist beeld van zijn kennis krijgen;
- Bij faillissementsfraude worden geld of middelen vlak voor het faillissement uit de onderneming vervreemd, waardoor schuldeisers geen beslag kunnen leggen op de bezittingen.
- Bij helpdeskfraude doet men zich voor als medewerker van een helpdesk om zo toegang te krijgen tot iemands computer en dan op een of andere manier geld afhandig te maken.
- Hypotheekfraude is een vorm van kredietfraude waarbij het onderpand een vastgoedobject is.
- Bij huurfraude wordt een pand gehuurd, maar wordt er geen huur betaald waarbij de uitzetting door vertragingstechnieken en misbruik van huurdersbescherming zoveel mogelijk wordt getraineerd.
- Bij internetfraude vinden de verschillende fraudetechnieken via het internet plaats.
- Bij jaarrekeningenfraude wordt in de jaarrekening een onjuist beeld gegeven van de stand van zaken in een bedrijf.
- Bij kredietfraude wordt onder valse voorwendselen een lening of 'krediet' aangevraagd of verkregen. Wanneer het krediet niet meer kan worden afgelost blijkt het onderpand vaak minder waard te zijn dan eerder werd verondersteld. Het is goed mogelijk dat het al vanaf het begin de bedoeling was het krediet niet terug te betalen.
- Bij ponzifraude worden mensen opgelicht door een belegging aan te bieden waarbij de uitbetaalde gelden (deels) worden gefinancierd uit de inleg van nieuwe klanten. Vaak biedt de oplichter daarbij een rendement aan dat erg hoog is bij een laag voorgespiegeld risico.
- Bij een piramidespel gaat het om een ogenschijnlijk zakenvoorstel dat is gebaseerd op misleidende informatie, waarbij werving van nieuwe deelnemers de sleutel is tot inkomsten, hoewel dat vaak verhuld wordt onder de verkoop van goederen of diensten, met name zoals in Multi-level marketing of netwerkmarketing. Piramidespelen zijn nagenoeg equivalent aan Ponzi's, waarbij Ponzi's een passieve investering voorstellen, en dus onder investeringsregelingen vallen, en piramidespelen een actieve deelname vereisen, en dus als handelsonderneming worden voorgesteld. Als gevolg heeft de consument gewoonlijk niet de beschermingen die op frauduleuze investeringen van toepassing zijn.
- Bij subsidiefraude wordt onder valse voorwendselen ten onrechte subsidie aangevraagd. Dit kan geschieden door burgers, bedrijven en zelfs lagere overheden: zo hebben verscheidene Filipijnse provincies begin jaren 2000 hun inwonertallen overdreven om meer subsidie van de centrale overheid te ontvangen. Om deze fraude te bestrijden, kunnen specifieke audits uitgevoerd om te controleren of het ontvangen geld inderdaad rechtmatig is besteed, en aan alle eisen van de subsidieverstrekker voor het beoogde doel is voldaan.[6]
- Bij uitkeringsfraude gaat het om personen die onder valse voorwendselen ten onrechte een (te hoge) uitkering genieten;
- Bij verkiezingsfraude wordt geknoeid met verkiezingsuitslagen, waardoor de kiezers en het buitenland een onjuist beeld krijgen van de verkiezingen, en een politicus ten onrechte wordt geïnstalleerd.
- Bij verzekeringsfraude tracht een verzekerde een verzekeringsmaatschappij onder valse voorwendsels tot uitkering te doen overgaan of een verzekering onder valse voorwendsels aan te vragen.
- Bij voedselfraude wordt een bepaald etenswaar vervangen door een ander, vaak goedkoper etenswaar zonder dat de eter weet dat dit product is verwisseld. Het is mogelijk dat consumptie van dit etenswaar gevaar voor de gezondheid oplevert (bedorven vlees, verontreinigde alcohol etc.), sterker nog, het is een manier om van partijen bedorven waren af te komen en er toch nog een redelijk bedrag voor te krijgen. Een variant is koosjer- of halalfraude, waarbij voedingsmiddelen onterecht als koosjer of halal worden verkocht.
- Voorschotfraude, beter bekend als 'Nigeriaanse oplichting'.
- Bij wangirifraude wordt er gebeld en snel weer opgehangen, in de hoop dat de desbetreffende terugbelt naar een buitenlands betaalnummer, waardoor er een dure telefoonrekening ontstaat.
- Bij witwassen wordt de illegale herkomst van gelden verborgen via een carrousel van transacties, waardoor de gelden ogenschijnlijk legaal verkregen lijken te zijn. Ook goederen en zelfs kinderen kunnen worden witgewassen.
- Bij Vriend-in-noodfraude of WhatsAppfraude doet een oplichter zich voor als een bekende die acuut geld nodig heeft.
- Bij woonfraude wordt de woning onder meer onrechtmatig onderverhuurd
- Bij wetenschapsfraude worden onderzoeksresultaten verkregen door deze te baseren op gemanipuleerde, verzonnen of door plagiaat verkregen gegevens.

Er bestaan veel oplichtingsmethoden waarbij het slachtoffer niet de overheid is maar een gewone (meestal vermogende) medeburger. 
Een van de meest voorkomende is de "Nigeriaanse oplichting" waarbij gevraagd wordt om een rekening ter beschikking te stellen waarop een enorm bedrag (miljoenen dollars of euro's) afkomstig van een of andere erfenis kan geparkeerd worden. Het slachtoffer wordt een deel van deze erfenis beloofd, maar moet eerst allerlei verplichtingen (met kosten) vervullen. Uiteindelijk na het betalen van kosten blijkt dan dat het geld toch niet kan worden overgemaakt. Zolang het slachtoffer geen wantrouwen heeft blijven de oplichters geld vragen. Deze vorm van oplichting is zeer oud en bekend maar toch lopen er nog steeds personen in de val. De technische term voor dit soort oplichtingen is "advance fee fraud".
Een stelregel om te ontdekken of het om oplichting gaat is de volgende: "Als het te mooi is om waar te zijn, dan is het niet waar".

## Systeemfraude
De Nederlandse overheid verstaat onder systeemfraude iedere poging tot het laten uitbetalen door de belastingdienst van een bedrag dat is gebaseerd op onjuiste gegevens. Het kan onder meer betreffen voorlopige teruggaven van loon- of omzetbelasting, of voorlopige uitbetaling van toeslagen. De fraude kan gepaard gaan met identiteitsfraude (een aanvraag wordt gedaan op naam van een ander zonder daartoe gemachtigd te zijn). Ook kan het initiatief uitgaan van een bemiddelaar, en gebeuren op naam van een betrokkene die meedeelt in de buit, en/of meewerkt zonder te begrijpen wat hij ondertekent. In hoeverre degene op wiens naam de fraude plaatsvindt dader is en in hoeverre slachtoffer kan dus variëren.

## Bekende fraudezaken
(In het hieronder volgende overzicht is doorgaans de hoofdpersoon aangegeven.)

### België
- Roger De Clerck
- Leo Delcroix
- Michel Demaret
- Lernout & Hauspie
- Marineschandaal
- Guy Mathot
- Daisy Ragole
- Superclub-KS-affaire
- Daisy Van Cauwenbergh
- Stanny Van Paesschen
- Jean-Pierre Van Rossem
- Paul Vanden Boeynants
- Remi Vermeiren
- Zillion

### Nederland
- Willem Pince van der Aa
- Eddy de Kroes
- Easy Life
- Ari Olivier
- Jan-Dirk Paarlberg
- Palm Invest
- Diederik Stapel

### Verenigde Staten
- Cecil Jacobson
- Bernard Madoff
- Michael Milken
- Richard Nixon (tijdens de "Checkers"affaire.)
- Alan Ralsky
- Robert Soloway
- Allen Stanford
- William Tweed
- Delmart Vreeland

### Overige landen
- Silvio Berlusconi
- Jacques Chirac
- Daewoo (concern)
- Pavel Fedoelev
- Jérôme Kerviel
- Landis (bedrijf)
- Ferdinand Marcos
- Sun Myung Moon
- Noersoeltan Nazarbajev
- Ehud Olmert
- Parmalat-schandaal
- Charles Ponzi
- WorldCom
- Zaak-Gürtel

## Schijnconstructie
Een verwante term is schijnconstructie. De Nederlandse Wet aanpak schijnconstructies heeft betrekking op schijnconstructies ten aanzien van arbeid. Er zijn ook schijnconstructies om belasting te ontwijken of ontduiken. Een schijnhuwelijk of dienovereenkomstig geregistreerd partnerschap kan  bijvoorbeeld een huwelijk of partnerschap zijn ten behoeve van een verblijfsvergunning, of een erfenis, of hoge vrijstelling van erfbelasting. Er is ook de mogelijkheid dat de ene partner zo'n motief heeft en de andere dit niet weet en zelf een traditioneel motief heeft.
De genoemde categorieën schijnconstructies overlappen trouwens elkaar.